# Dara Tucker
Dara Tucker (Tulsa, ? –) amerikai énekesnő, zenekarvezető, társadalomkritikus szatírák írója.

## Pályafutása
Dara Tucker zenész családba született. Viszonya a zenével ezért igen korán kezdődött. Zenész lelkész apa és énekesnő édesanya szülötteként ötévesen kezdett énekelni az oklahomai Tulsa  templomában. Nyolcévesen már eljátszott egyszerű dallamokat a zongorán, és hamarosan már kísérte testvéreit: „együtteskénk léptünk fel templomokban és ifjúsági városszerte különböző rendezvényeken”.
Tucker négy stúdióalbumot adott ki: All Right Now (2009), Soul Said Yes (2011), The Sun Season (2014) és Oklahoma Rain (2017), valamint egy korlátozott kiadású élő albumot, a Dara Tucker Live 2013-ot.
2016-ban és 2017-ben a Nashville Industry Music Awards díjátadón az év dzsesszénekesének választották. 2017-ben második kislemeze, a „Radio” elnyerte az év dala címet a Nashville Industry Music Awards-on. Az „Oklahoma Rain” nyerte el az év dzsesszalbuma díját is.
Tucker 2009 óta lép fel együttesével a nemzetközi porondon. 2015-ben szerepelt a Tavis Smiley Show-ban, 2016-ban pedig Gregory Porter koncertjét egy dallal nyitotta meg. 2017-ben ezüstérmet nyert az American Traditions Vocal Competition-en.
Gyakran megosztja a színpadot Lonnie Smith-szel, Charlie Hunter héthúros gitárossal és Johnny O'Neal zongoristával a New York-i The Blue Note-ban, a San Jose Jazz Fesztiválon, a Smoke Jazz-ben, a New York-i Supper Clubban, Sculler's Bostonban, az Oklahoma Jazz Hall of Fame-ben, és New Orleansban.
Felvételeket készített Peter Bernstein gitárossal, Charlie Hunter gitárossal, Helen Sung zongoristával, Alan Ferber harsonással, John Ellis szaxofonossal, Donald Edwards dobossal.

## Albumok
- 2009: All Right Now
- 2011: Soul Said Yes
- 2013: Dara Tucker Live
- 2014: The Sun Season
- 2017: Oklahoma Rain

## Díjak
- 2016: Nashville Industry Music Awards Artist of the Year (jelölt)
- 2016: Nashville Industry Music Awards Jazz Vocalist of the Year (elnyerte)
- 2016: Mid-Atlantic Jazz Festival Vocal Competition (döntős)
- 2017: Nashville Industry Music Awards Song of the Year – Radio (elnyerte)
- 2017: Nashville Industry Music Awards Jazz Album Of the Year – Oklahoma Rain (elnyerte)
- 2017: Nashville Industry Music Awards Jazz Vocalist of the Year (elnyerte)
- 2017: American Traditions Ben Tucker Jazz Award
- 2017: American Traditions Vocal Competition (ezüstérmes)
- 2018: American Traditions Johnny Mercer Award
- 2018: American Traditions (középdöntős)
- 2020: Grammy-díj − „Best Americana Album”[1]